# Hugo Mallet
Hugo Mallet (Montevideo, 8 de julio de 1889 - Buenos Aires, 26 de junio de 1988) fue un futbolista inglés. Se desempeñó como delantero, y realizó toda su carrera futbolística en el Club Atlético Newell's Old Boys.
Si bien nació en la ciudad de Montevideo, Uruguay, fue nacionalizado británico debido a que su padre era Cónsul Británico en ese momento en Uruguay (a los consulados y embajadas se los toma como parte del país de origen).
Fue previamente alumno y egresado del Colegio Comercial Anglo Argentino, institución que a la postre albergaría al club.
Tras su retiro, desempeñó durante algunos años funciones administrativas en el club, siendo Secretario del mismo entre los años 1912 y 1914.

## Biografía
Apodado "Palito", Hugo Mallet nació en la ciudad de Montevideo. Su padre, de origen británico, se estableció en la mencionada ciudad luego de ser designado Cónsul Británico.
Posteriormente se mudarían a Rosario, donde realizaría sus estudios en el Colegio Comercial Anglo Argentino, institución que a la postre albergaría al Club Atlético Newell's Old Boys.
Comenzó su carrera como futbolista a principios del siglo XX en el mencionado club, siendo uno de los integrantes del equipo que debutaría en los campeonatos oficiales de la «Liga Rosarina de Fútbol».

### Debut y Copa Santiago Pinasco
El 21 de mayo de 1905 debuta en la primera división en un encuentro correspondiente a la «Copa Santiago Pinasco», ingresando en el complemento, con la particularidad que no solo sería su debut personal, sino el primer encuentro oficial disputado por el club en toda su historia.
Ese mismo año se consagraría campeón de la mencionada Copa Santiago Pinasco, galardón que repetiría en forma consecutiva en 1906, coronando así su bicampeonato.

### Copa Nicasio Vila
En el año 1907 la Liga Rosarina de Fútbol decide crear una segunda división. La Copa Santiago Pinasco pasa a ser el trofeo de la segunda división, y se crea la «Copa Nicasio Vila», la cual sería entregada al ganador de la nueva primera división.
Ese mismo año se disputa la 1ª edición de dicha copa, formando parte de esta Newell's Old Boys, y de la cual se consagraría campeón. Hugo Mallet continuaría formando parte de la delantera del club y disputaría en total 6 Copa Nicasio Vila, de las cuales obtendría 4.

### Copa de Honor
Simultáneamente a la conformación de la Liga Rosarina de Fútbol, los equipos de la ciudad de Buenos Aires se agruparon para dar cabida a la llamada «Asociación Argentina de Fútbol». Anualmente, la Liga Rosarina y la Asociación Argentina organizaban diferentes competiciones de manera de enfrentar a sus equipos.
Una de ellas fue la «Copa de Honor», de la cual Newell's Old Boys se consagraría campeón en 1911, siendo Hugo Mallet parte del plantel ganador.

### Retiro y actividades posteriores
A fines de 1912, Hugo Mallet decide retirarse del primer equipo del club, pero continúa vinculado al mismo realizando tareas administrativas. Entre los años 1912 y 1914 sería  Secretario del mismo.
En el año 1916 se mudaría a la ciudad de Buenos Aires, donde posteriormente ocuparía un alto cargo en una empresa industrial.

### Fallecimiento
Hugo Mallet falleció el 26 de junio de 1988 en la ciudad de Buenos Aires, a la edad de 98 años. Desde entonces, sus restos descansan en el Cementerio Británico de Buenos Aires.

## Clubes
| Club              | País      | Año       |
| ----------------- | --------- | --------- |
| Newell's Old Boys | Argentina | 1905-1912 |

## Palmarés

### Torneos locales oficiales
| Título                | Club              | País      | Año  |
| --------------------- | ----------------- | --------- | ---- |
| Copa Santiago Pinasco | Newell's Old Boys | Argentina | 1905 |
| Copa Santiago Pinasco | Newell's Old Boys | Argentina | 1906 |
| Copa Nicasio Vila     | Newell's Old Boys | Argentina | 1907 |
| Copa Nicasio Vila     | Newell's Old Boys | Argentina | 1909 |
| Copa Nicasio Vila     | Newell's Old Boys | Argentina | 1910 |
| Copa Nicasio Vila     | Newell's Old Boys | Argentina | 1911 |

### Torneos nacionales oficiales
| Título        | Club              | País      | Año  |
| ------------- | ----------------- | --------- | ---- |
| Copa de Honor | Newell's Old Boys | Argentina | 1911 |